# 三溴化砷
三溴化砷是一种无机化合物，化学式为AsBr3。

## 制备
三溴化砷可由砷和溴在二硫化碳中回流得到：
2 As + 3 Br2 → 2 AsBr3
它也可利用三氧化二砷和溴在硫的存在下反应得到：
2 As2O3 + 3 S + 6 Br2 → 4 AsBr3 + 3 SO2

## 化学性质
三溴化砷可以和氧化铅(II)反应：
6 PbO + 4 AsBr3 → 6 PbBr2 + As4O6